# Montgaillard (Tarn-et-Garonne)
Montgaillard település Franciaországban, Tarn-et-Garonne megyében. Lakosainak száma 143 fő (2022. január 1.). Montgaillard Castéron, Balignac, Lavit, Marsac, Maumusson és Poupas községekkel határos.

## Népesség
A település népessége az elmúlt években az alábbi módon változott:
| Lakosok száma | 117  | 129  | 142  | 144  | 142  | 145  | 149  | 146  | 143  |
|               | 2013 | 2015 | 2016 | 2017 | 2018 | 2019 | 2020 | 2021 | 2022 |